# The Simpsons (sæson 9)
Den niende sæson af tv-serien The Simpsons blev første gang sendt i 1997 og 1998.

## Afsnit

### The City of New York vs. Homer Simpson
Familien Simpsons skal til New York for at hente Homers bil hjem, efter at Barney Gumble har stjålet den. Men Homer har dårlige minder fra New York.

### The Principal and The Pauper
Det er Seymour Skinner´s 20-års jubilæum som inspektør på Springfield Elementary School. De andre lærere forbereder en stor fest sammen med eleverne. Bart Simpson skal lave en kage, Lisa Simpson og Ralph Wiggum skal holde en tale og nogle børn synger en sang. Da arrangementet begynder kører der tilfældigvis en bil forbi skolen. En der sidder i bilen får øje på skiltet hvor der står: "Tillykke Seymour Skinner!". Ham der sidder i bilen går ind på skolen siger at Seymour er en bedrager. Det viser sig at den mystiske person faktisk hedder: Seymour Skinner. Og Seymour Skinner(som han nu ikke hedder) hedder rigtigt: Armin Tamzarian. De var begge med i Vietnamkrigen, hvor de de var kammerater. En dag tror alle tropperne at DEN RIGTIGE Seymour Skinner dør af en bombe, som han jo ikke gjorde. Armin Tamzarian får den opgave at fortælle det til Seymours mor Agnes Skinner. Men han synes det var for synd for hende at hendes egen søn var død, så han begyndte at spille Seymour over for hende. Hun synes også at han ligner Seymour. Så Tamzarian udgør de drømme Skinner havde. Men nu må Tamzarian rejse tilbage til sin hjemby Capitol City. Men kan Springfields befolkning undvære ham, de nu er vant til?

### Lisa's Sax
Da Lisas saxofon går i stykker efter et skænderi med Bart, og hun siger hun har haft den så længe hun kan huske det, beslutter Homer sig for at fortælle hende om dengang hun fik den. 
Historien kommer nu mest til at omhandle Bart. 
Om Barts glæde ved at skulle starte i skole, og hvordan han efter første dag allerede har mistet lysten til at gå i skole. 
Til en samtale hos skolens psykolog om Barts manglende glæde ved at gå i skole, påpeger psykologen hvor begavet Lisa er, og foreslår at de sender hende på førskole. 
Det har de dog ikke råd til, men beslutter sig for at finde en anden måde at berige Lisas intelligens på. 
Alt dette sker samtidig med at der er en massiv hedebølge over Springfield, og Homer har sparet sammen til en aircondition, men på vej ned for at købe den, får Homer et tegn om at han skal købe en Saxofon i stedet. 
Tilbage til nutiden har de igen sparet op til en aircondition, men bruger dem på en ny saxofon i stedet.

### Treehouse of Horror VIII
- "The Homega Man"
- Fly Vs. Fly
- Easy-Bake coven
. I fly vs. fly , køber Homer en maskine af professor Fink der kan transportere en person fra et sted til et andet. Bart opdager, ved et tilfælde, at man kan ændre DNA ved at putte to organismer ind i maskinen på samme tid. Det opdager han da Hunden og katten løber ind på samme tid , og 2 dyr kommer ud, en med 2 hoveder og en med to røve, som han konkluderer må være Lisas. 
Selv går han derind med en flue i håbet om at blive en superflue. 
Det går ikke helt som planlagt da han selv bliver rigtig lille med flue krop, og hans krop vandrer rundt med fluens hoved. 
Bart forsøger at få processen vendt, men det er fluen dog ikke helt enig i. 
Fluen prøver at dræbe Lisa, og det lykkedes Bart at skubbe ham ind i maskinen igen. 
Homer og Marge har tilsyneladende ikke lagt mærke til ændringen i huset, før alting er tilbage til normalt, og Homer finder en økse frem for at gøre noget han skulle have gjort for længe siden. 
"I'll teach you to play with my machine!" 
.Easy-Bake coven er historien om den første Halloween nogensinde. 
Springfields hekseafbrændinger har taget overhånd og der skal ikke noget til for at blive anklaget som Heks. Da Marge prøver at hisse pøblen ned, bliver hun selv anklaget for at være heks, og bliver stillet over for et ultimatum. Hun skal hoppe ud over en klippe, og hvis hun ikke er en heks vil hun stige til himmels og få en værdig kristen død, og hvis hun er en heks vil hun flyve væk i sikkerhed. Hvorefter hun selvfølgelig er nødt til at komme tilbage så hun kan blive brændt. 
Mod al forventning og til alles overraskelse viser det sig, at Marge Simpson faktisk ER en heks, og hun flyver derfra hen til sine 2 søstre. 
De planlægger sammen at kidnappe og spise byens børn, men på deres togt, bliver de overbevist af Maude Flanders om at de hellere skal tage deres kager. 
Det synes de er en god ide, og sådan kommer traditionen om Halloween frem.

### The Cartridge Family
En fodboldkamp får Homer til at købe en pistol for at beskytte hans familie, men Marge vil have ham til at love at han vil smide den ud, men han gør det ikke i al hemmelighed.

### Bart Star
Springfields drenge er blevet for tykke, og det får channel 6 til at opfordre at de skal begynde til Sport. 
Bart melder sig til Junior Football holdet The Wildcats, ledet af Ned Flanders, og med Nelson Muntz som deres Quarterback vinder de alle kampene. 
Efter mange tilråb fra Homer Simpson om at Ned Flanders er dårlig, overlader Flanders posten som træner til Homer, der er fast besluttet på at elske Bart mere, og derfor lader ham blive den nye Quarterback.
Bart ved godt at han ikke egner sig som Quarterback, og efter flere nederlag og advarsler fra holdet, vælger han at stoppe. Hvilket resulterer i en stor konflikt mellem Bart og Homer. Der blandt andet får Homer til, ved en fejltagelse at sige sit Job op fordi han prøver at vise en pointe om at give op.

### The Two Mrs. Nahasapeemapetilons
Efter en aktion på Springfield rådhus, hvor ungkarlene i Springfield har sat dem selv til salg for at skaffe penge til en ny brandbil, og Apu Nahasapeemapetilon viser sig at være meget eftertraktet, beslutter Apu sig om at han nu skal leve livet. Det bliver dog kun for en kort stund, da han modtager et brev fra sin mor om at det er tid til hans arrangerede ægteskab. 
Han prøver at undgå det ved at bilde sin mor ind at han er gift med Marge, men efter at Apus mor finder Homer i Marges seng, begynder hun at arrangere. 
Apu bliver så gift med Manjula, og de finder und af at det faktisk godt kan lykkes mellem dem.

### Lisa the Skeptic
Et skelet er blevet opdaget i Springfield, men det ser ud at have vinger så beboerne begynder at tro det er en engel, hvilket får lisa til at finde en rationel forklaring. Desværre tror ingen på hende.

### Realty Bites
Marge er blevet en ejendomsmægler, men hun kan ikke holde ud at lyve for folk, så hun får ikke solgt et eneste, indtil hun begynder at lyve overfor familien Flanders

### Miracle on Evergreen Terrace
Efter at have drukket 12 glas vand før sengetid, lykkes det Bart at vågne før resten af familien den 25. december for at gå ned og kigge på sine gaver. 
Dette resulterer desværre i at juletræet bliver brændt ned, og han begraver de sølle rester i forhaven under sneen i den tro at det vil skjule det. 
Da resten af familien spørger forfærdet til hvad der er sket, bryder Bart grædende sammen og fortæller at der har været en tyv og stjålet alle gaverne.. inklusive træet.. 
Tragedien spredes over hele Springfield og alle donerer penge til familien i trøst, og de køber sig en ny bil, der kort efter synker til bunds i Springfield Lake.
Senere indrømmer Bart over for familien at det var ham der ved et uheld kom til at brænde træet ned. Familien bliver afbrudt, i færd med at kvæle Bart, af nyhedsfolkene der vil høre til hvordan det går. 
Under interviewet finder politiet resterne af træet i forhaven, og familien går til bekendelse om at det var Bart der brændte træet. 
Det får hele familien til at blive forhadt i Springfield, indtil de får det afklaret ved at Springfields beboere får deres penge tilbage igennem Simpsons egendele.

### All Singing, All Dancing
Homer lejer en Clint Eastwood film for at finde ud at det er en musical. Da Homer syntes at sang er noget svanset noget, begynder Marge og Lisa at rode i fortiden.
Dette udvikler sig til et clip-show fyldt med sang og dans.

### Bart Carny
Homer og Bart tager til karneval hvor Bart kommer til at ødelægge Hitlers Bil, og efter slag i hovedet af Nelson Muntz, der spørger, hvad Hitler nogen sinde har gjort ham, bliver Homer og Bart ansat for at betale gælden af. 
De bliver på et tidspunkt bedt om at passe ringboden. Og kommer selvfølgelig til at dumme sig så boden bliver beslaglagt af politiet.
Homer tilbyder i stedet ejeren og hans søn at flytte ind hos dem, og der går ikke længe før de to har overtaget Casa del Simpsons. Familien flytter imidlertid op i Barts træhytte, og planlægger hvordan de skal få huset tilbage.
For hvordan fupper man en fupmager?

### The Joy of Sect
Homer er blevet hjernevasket ind til en sekt i Springfield. Da Marge får omprogrammeret Homer, begynder han at afsløre sekten hemmeligheder, hvilket giver ham mange problemer.

### Das Bus
Springfields folkeskoles bus går i stykker på en øde ø og Lisa forsøger at lave et minisamfund der.

### The Last Temptation of Krust
Klovnen Krusty finder ud af at hans materiale ikke dur mere så han finder på nogen nye måder at underholde, men han ender jo selvfølgelig på sine egne måder igen.

### Dumbbell Indemnity
Efter lang tids søgen finder Moe Szyslak endelig kærligheden. Renee (Helen Hunt), bliver hans eneste ene. Og han bruger alle sine penge på hende, indtil han en dag ikke har flere, og af frygt for at Renee vil forlade ham, overtaler han Homer til at stjæle hans bil så han kan få forsikrings pengene. 
Dette mislykkes da Homer, i stedet for at sætte bilen på jernbanesporerne, tager i drive-in for at se Hail to the Chimp. 
Han bliver sat i fængsel efter at have kørt bilen i havet, og Moe søger desperat efter en måde at få Homer ud igen uden at bruge sine penge, eller selv at ende i fængslet. 
En plan der indeholder 2 lig, en brændt bar og et nyt liv på Hawaii.

### Lisa, the Simpson
Lisa begynder at føle sig dummere og dummere, og Ape Simpson informerer hende om det såkaldte Simpson Gen, der gør, at alle Simpsonerne bliver dummere og dummere med alderen. 
Panikken indfinder sig hos Lisa, og hun går i tv for at få alle til at holde mere af deres hjerner. 
Det får Homer til at ringe til alle fra familien Simpson i området for at vise hende, at der i hvert fald ikke er noget galt med Simpson-genet. 
En plan, der mislykkes, da det viser sig, at alle mændene er dumme. 
En skyder fugle i lufthavnen, en bliver kørt ned af kendte og sagsøger dem, og en spiller millionær til fester. Eller det vil han i hvert fald gerne. 
Men det viser sig at alle kvinderne i Simpson-klanen er kloge, og at fejlen kun ligger i x-kromosomet.

### This Little Wiggy
Bart bliver venner med en af skolens nørder Ralph Wiggum og narre Ralph til at give ham hans fars supernøgle til hele byens huse. På grund af det kommer de til at risikere borgmesteren liv.

### Simpson Tide
Homer og hans venner melder sig ind i Flådens Reserve og dermed får Homer på mystisk vis lov til at styre en atomubåd. Det ender selvfølgelig galt og de får både USA og Rusland på nakken af sig.

### The Trouble With Trillions
efter Homer for sent finder ud af at man er nødt til at indgi sin selvangivelse HVERT år, bliver han ansat hos IRS til at udspionere sine venner. 
Han bliver også sat til at udspionere Montgomery Burns der er mistænkt for at have stjålet en 1 milliard seddel fra USA, der skulle have været givet til Frankrig i sin tid.
I stedet stikker han af sammen med Burns og Smithers til Cuba, og Fidel Castro stjæler sedlen fra ham , og de må padle hjem til Amerika igen.

### Girly Edition
Tekst mangler, hjælp os med at skrive teksten

### Trash of the Titans
AFSNIT NUMMER 200
efter et skænderi med skraldemændene nægter de at hente skrald hos familien Simpson mere.
eftersom skraldet hober sig op i forhaven og Bart får pest, bliver Marge mere og mere irriteret, og det ender med at hun sender en undskyldning til skraldemændene i Homers navn der får dem til at hente skraldet. 
Da Homer finder ud af det, bliver han meget vred, og opsøger skraldechefen Ray Patterson, for at få trukket sin undskyldning tilbage, og efter et selvopdigtet skænderi med ham, beslutter Homer at stille op til valget som Skraldechef, og vinde det. 
Men Homer har i valgtiden lovet en masse ting, og ting koster penge. Så for at få penge til lønningerne, bliver han betalt af andre byer rundt om i Amerika for at lade dem dumpe skrald i deres gamle miner. Dette resulterer i at Springfield bliver overfyldt med skrald, og de er nødt til at flytte hele Byen 15 km.

### King of the Hill
efter en Søndags kirkepicnic hvor både Homer og Flanders deltager i børnenes leg, og Homer bliver ydmyget og Bart flov, lover Homer over for sig selv og Marge at bart aldrig mere skal føle skam over at have Homer til far.
Han begynder at træne i al hemmelighed, og bliver et muskelbundt, undervist af Rainer Wolfcastle. 
Han spiser kun proteinbarer fra et firma, der hyrer ham til at bestige bjerget Murderhorn.

### Lost Our Lisa
Efter at Bart har limet ting fast til sit ansigt og marge er nødt til at køre ham på hospitalet, bliver lisas tur til den egyptiske udstilling på springfield museeum aflyst.
Hun får narret Homer til at sige hun gerne må tage med bussen selv, og det går galt og hun ender i den forkerte bus på et forkert sted. 
Efter at Lenny og Carl bliver forargede over at Homer har ladet sin 8-årige datter tage alene med bussen, bliver han bekymret og tager ud og leder efter hende. 
Han finder hende, og de beslutter sig for at tage ind og se udstillingen efter der er lukket, og de opdager en gammel hemlighed. 
Afsnittet indeholder Matt Groewnings egen yndlingsreplik.
Da Homer kører i en løbsk kran ude i vandet siger han " I'm not usually a praying man, but if you're out there PLEASE help me Superman"

### Natural Born Kissers
Homer og Marge har begge mistet lysten til Sex, men da de en dag strander på en landevej, og er nødt til at tilbringe natten i en lade, genfinder de lysten. de opdager at de tænder på at have sex på steder hvor de kan blive opdaget. 
Kort sagt resulterer det i at de er jagtet nøgne af hele byen efter at de blev opdaget på en minigolf bane.